# Alişar
Alişar Höyük est un site archéologique de Turquie, situé dans la province de Yozgat, en Anatolie centrale, à 15 kilomètres au nord-est de la ville de Sarıkaya. Ses ruines seraient celles de la cité antique d'Ankuwa dans la première moitié du IIe millénaire av. J.-C.
Alişar Höyük a été fouillé de 1927 à 1932 par une équipe de l'Oriental Institute de l'université de Chicago dirigée par Erich Schmidt et Hans Henning von der Osten. Leurs recherches stratigraphiques mirent en évidence la longue occupation du site, depuis la période chalcolithique au début du IVe millénaire av. J.-C. jusqu'à la période phrygienne dans la première moitié du Ier millénaire av. J.-C. Les céramiques qui furent mises au jour dans ces différents niveaux servent souvent de références pour les autres types de la région. La stratigraphie du site est cependant désordonnée : si le niveau I correspond à la phase la plus ancienne (chalcolithique), la phase suivante est le niveau III qui correspond à l'Âge du bronze ancien (seconde moitié du IIIe millénaire av. J.-C.), avec une céramique peinte caractéristique (dite « Alişar III » ou « cappadocienne »), puis vient le niveau II qui correspond au Bronze moyen (première moitié du IIe millénaire av. J.-C.), puis après une désertion du site durant la seconde moitié du IIe millénaire av. J.-C. (la période de l'empire hittite) viennent les niveaux de l'äge du fer, la période phrygienne (IV) caractérisée par sa céramique grise, puis une phase hellénistique durant laquelle le site est peu peuplé (V).
La période II d'Alişar correspond à celle des colonies marchandes assyriennes en Anatolie, surtout connues grâce aux milliers d'archives cunéiformes retrouvées à Kültepe, l'antique Kanesh. Alişar a livré quelques tablettes de cette période, indiquant qu'on y trouvait un comptoir marchand assyrien. Le nom du site serait alors Ankuwa. Les fortifications de cette période ont été dégagées. Le site est abandonné dans le courant du XVIIIe millénaire av. J.-C., après avoir été dominé par les rois de Kussara, et ne semble donc pas avoir connu de développement durant la période du royaume hittite qui émerge juste après.